# Жадино
Жадино — село в Кореневском районе Курской области. Входит в состав Пушкарского сельсовета.

## География
Село находится на реке Сейм и её притоке Груня, в 101 км к юго-западу от Курска, в 11 км к северо-западу от районного центра — посёлка городского типа Коренево, в 2 км от центра сельсовета  — села Пушкарное.
Климат
Жадино, как и весь район, расположено в поясе умеренно континентального климата с тёплым летом и относительно тёплой зимой (Dfb в классификации Кёппена).
| Показатель                                                                   | Янв. | Фев. | Март | Апр. | Май  | Июнь | Июль | Авг. | Сен. | Окт. | Нояб. | Дек. | Год  |
| ---------------------------------------------------------------------------- | ---- | ---- | ---- | ---- | ---- | ---- | ---- | ---- | ---- | ---- | ----- | ---- | ---- |
| Средний суточный максимум, °C                                                | −3,6 | −2,5 | 3,5  | 13,4 | 19,6 | 22,9 | 25,3 | 24,7 | 18,4 | 10,9 | 3,8   | −0,7 | 11,3 |
| Средняя температура, °C                                                      | −5,6 | −5,1 | −0,2 | 8,6  | 14,9 | 18,6 | 21   | 20,1 | 14,2 | 7,5  | 1,6   | −2,7 | 7,7  |
| Средний суточный минимум, °C                                                 | −8,1 | −8,3 | −4,3 | 3,1  | 9,3  | 13,2 | 15,9 | 14,9 | 9,9  | 4,2  | −0,7  | −4,9 | 3,7  |
| Норма осадков, мм                                                            | 50   | 44   | 48   | 49   | 64   | 70   | 81   | 51   | 57   | 55   | 48    | 49   | 666  |
| Источник: Погода по месяцам c ru.climate-data.org(дата обращения: Июль 2021) |      |      |      |      |      |      |      |      |      |      |       |      |      |

## Население
| 2002 | 2010 |
| ---- | ---- |
| 305  | ↗315 |

## Инфраструктура
Личное подсобное хозяйство. В селе 164 дома.

## Транспорт
Жадино находится в 8,5 км от автодороги регионального значения 38К-017 (Курск — Льгов — Рыльск — граница с Украиной), на автодороге 38К-030 (Рыльск — Коренево — Суджа), в 1,5 км от автодороги межмуниципального значения 38Н-570 (38К-030 — Секерино), в 7 км от автодороги 38Н-561 (38К-030 — Дерюгино), в 7 км от автодороги 38Н-018 (Благодатное — Нижняя Груня), в 9 км от автодороги 38Н-017 (Благодатное — Ковыневка), на автодороге 38Н-562 (38К-030 — Жадино), в 2,5 км от ближайшего ж/д остановочного пункта 12 км (линия 358 км — Рыльск). Остановка общественного транспорта.
В 157 км от аэропорта имени В. Г. Шухова (недалеко от Белгорода).